# 인천보호관찰소 서부지소
인천보호관찰소 서부지소는 인천보호관찰소의 보호관찰, 사회봉사·수강명령 집행과 판결전조사·환경조사 및 범죄예방 활동 등의 업무를 분장·수행하기 위하여 설립된 대한민국 법무부 범죄예방정책국 예하 인천보호관찰소 소속기관으로 인천서부지소장(4급)은 서기관으로 보한다. 인천광역시 계양구 경명대로 1022 주영빌딩 3~4층에 위치하고 있다.